# Gabriella Stenberg Wieser
Gabriella Stenberg Wieser, född 3 januari 1969 i Vänersborg är en svensk rymdfysiker, verksam vid Institutet för rymdfysik i Kiruna.
Wieser disputerade vid Umeå universitet 2005 med en avhandling om vågor i plasma i rymden. En del av avhandlingen var baserad på mätningar med satellitgruppen Cluster, och hennes forskning har sedan dess handlat om växelverkan mellan plasma i rymden, i synnerhet solvinden, med bland annat planeterna Mars och Venus. Hon deltar dessutom i forskargruppen bakom ett av instrumenten ombord på sonden Rosetta som uppmätt hur kometen 67P/Churyumov-Gerasimenko utvecklar en egen magnetosfär , och är med i instrumentprojekt inför Jupitersonden JUICE.
Gabriella Stenberg Wieser har engagerat sig i att kommunicera populärvetenskapligt. Hon är medgrundare till Umevatoriet i Umeå och har skrivit regelbundet för tidskriften Populär Astronomi . Hon har även varit styrelseledamot i Svenska astronomiska sällskapet. 
Sedan 2016 medverkar Gabriella Stenberg Wieser i tv-programmet Fråga Lund i SVT.